# Czarna Wielka
Czarna Wielka – wieś w Polsce położona w województwie podlaskim, w powiecie siemiatyckim, w gminie Grodzisk.
W latach 1975–1998 miejscowość administracyjnie należała do województwa białostockiego.
Wzmiankowana w 1512 jako własność królewska. W 1570 występuje jako jedna z wielu miejskich wsi Drohiczyna.
Według Powszechnego Spisu Ludności z 1921 roku wieś zamieszkiwały 343 osoby, wśród których 16 było wyznania rzymskokatolickiego, 301 prawosławnego, a 26 mojżeszowego. Jednocześnie 187 mieszkańców zadeklarowało polską przynależność narodową, a 156 białoruską. Było tu 67 budynków mieszkalnych.
Prawosławni mieszkańcy wsi należą do parafii św. Mikołaja w Grodzisku, a wierni kościoła rzymskokatolickiego do parafii Świętych Apostołów Piotra i Pawła w Dołubowie.

## Zabytki
- cmentarna cerkiew prawosławna pod wezwaniem Kazańskiej Ikony Matki Bożej, 1868, nr rej.:297 z 25.11.1966[9]; należy do parafii św. Mikołaja w Grodzisku.